# Доротея Видинская
Доротея Видинская (босн. Doroteja Vidinska, болг. Доротея Видинска), также известная как Доротея Болгарская (босн. Doroteja Bugarska, болг. Доротея Българска) или Дорослава (босн. Doroslava, болг. Дорослава; ум. 1390) — болгарская царевна, баница и первая королева Боснии; супруга первого короля Боснии Стефана Твртко I Котроманича.

## Биография
Доротея была дочерью болгарского царя Ивана Срацимира и Анны Бесараб, дочери валашского воеводы Николая Александра Бесараба. Родилась в городе Видин. Её отец в 1365 году был захвачен в плен венграми, которые захватили Видинское царство и правили там четыре года. Венгерский король Людовик I отправил в замок Хумник всю царскую семью: Доротею, её сестру и родителей. По версии таких историков, как Мавро Орбини или Младен Анчич, Доротея оставалась заложницей и после освобождения своего отца, став придворной дамой венгерской королевы Елизаветы Боснийской и королевы-матери Елизаветы Польской.
Вскоре сестра Доротеи скончалась. Доротея же завоевала доверие венгерского короля, и он способствовал заключению брака Доротеи с боснийском баном Твртко I, на двоюродной сестре которого он был женат. 8 декабря 1374 года Доротея вышла замуж за Твртко I Котроманича в Свети-Илие (ныне Илинци) и получила титул баницы Боснийской. 26 октября 1377 года её муж в Милешево был коронован королём Боснии и правителем всех сербских земель, а Доротея тем самым стала королевой Боснии. Она в присутствии матери своего мужа и своей свекрови Елены Шубич принимала все клятвы, которым обещал следовать муж.
Как супруга боснийского короля, Доротея стала одной из известнейших представительниц европейской аристократии наравне с представителями австрийских Габсбургов и графской династией Цили.
Доротея скончалась в 1390 году. По официальной версии, детей она не оставила; неофициальной версии, именно король Боснии Твртко II был её сыном. Муж умер спустя год, не успев породниться с семейством Габсбургов.